# Slaveanovo, Tărgoviște
Slaveanovo (în bulgară Славяново) este un sat în comuna Popovo, regiunea Tărgoviște,  Bulgaria. 

## Demografie
Componența etnică a satului Slaveanovo
     Turci (22,86%)
     Bulgari (44,83%)
     Nicio identificare (32,29%)
     Altele (0,64%)
La recensământul din 2011, populația satului Slaveanovo era de 774 locuitori. Nu există o etnie majoritară, locuitorii fiind bulgari (44,83%) și turci (22,86%). Pentru 32,29% din locuitori nu este cunoscută apartenența etnică.